# Раппопорт, Семён Хаскевич
Семён Хаскевич Раппопорт (13 [25] ноября 1915 — 21 июня 2005) — советский философ и эстетик, кандидат технических наук, кандидат исторических наук, доктор философских наук. Профессор МГК им. Чайковского, член Санкт-Петербургской Академии гуманитарных наук (1994). Участник Великой Отечественной войны.

## Биография
Родился в 13 (25 по н.с.) ноября 1915 году в городе Козелец (Украина). В 1937 г. окончил Харьковский текстильный институт, в 1941 г. — аспирантуру Московского текстильного института (МТИ) по специальности «технология ткачества». Тема диссертации: «Исследование структуры ременных бельтингов».
Одновременно учился на заочном отделении философского факультета Московского института философии, литературы, истории. МИФЛИ также окончил в 1941 г.. Тогда же начал преподавать на художественном факультете МТИ. В годы войны работал в аппарате ЦК ВЛКСМ. В его обязанности входила организация пропаганды и агитации среди молодежи временно оккупированных районов. В 1947 году при МГПИ им. В. П. Потёмкина защитил кандидатскую диссертацию по истории на тему.: «Комсомол в партизанском движении Великой Отечественной войны», а в 1968 г. при ЛГУ — докторскую, став доктором философских наук. Тема его докторской работы: «Гносеологические проблемы художественного мышления».
После войны преподавал философию и эстетику в художественных вузах Москвы. С 1957 г. доцент кафедры марксизма-ленинизма, а с 1969 г. профессор кафедры общественных наук Московской консерватории, с 1992 г. профессор Центра гуманитарного знания Московской консерватории.
Вел лекционные курсы и семинары по философии и эстетике у студентов, с 1980 г. — также у аспирантов и ассистентов-стажеров. Подготовил 14 кандидатов философских наук.
В 1970/71 учебном году преподавал также в Государственном музыкально-педагогическом институте им. Гнесиных. В 1972/73 учебном году профессор эстетики в вузах Братиславы (Словакия).
В 1989—1993 гг. вел спецкурсы в учебных заведениях Чехии, Словакии, Польши.
Умер 21 июня 2005 году в г. Москве.

## Философия и эстетика
Автор около 90 научных работ по проблемам философии и эстетики. В 1992—1995 гг. разработал новые программы по философии, в соавторстве с В. В. Блудовой — по эстетике. Значительная часть работ последних лет посвящена теме взаимодействия различных гуманитарных наук, а также социогуманитарного знания и естествознания. Один из создателей, редакторов и авторов периодических сборников научных статей: «Вопросы этики и эстетики» (Ленинград, 1970—1980-е гг.), «Эстетические очерки» (в составе «Научных трудов» Московской консерватории) и др. Многие работы Раппопорта изданы за рубежом в переводе на немецкий, испанский, польский, словацкий, болгарский, китайский и другие языки. В последние годы вышла в свет его «Эстетика» в двух выпусках (2000 г. и 2003 г.), которая предназначалась для послевузовского образования в музыкальных учебных заведениях.
И. В. Малышев назвал его «мощной интеллектуальной машиной, крупнейшим теоретиком эстетики советского периода». С. Х. Раппопорта отличала тщательная, фундаментальная проработка тем, за которые он брался. Так, обратившись к теме «Искусство и эмоции», привлек данные психологии (труды А. Н. Леонтьева, П. В. Симонова) и физиологии высшей нервной деятельности. В результате, обосновал свою концепцию эмоций как особой формы отражения действительности, что являлось принципиально важным для понимания гносеологических особенностей художественного, особенно музыкального, мышления. Гносеологию эмоций и художественного мышления он связал с социологией, обосновав их детерминацию особым «личностным» уровнем общественной практики. Тем самым, фактически, С. Х. Раппопорт двигался к синтезу концепций марксизма и экзистенциализма.
Он считал, что искусство призвано «осмыслить многогранный опыт человеческих отношений к миру, отобрать и обобщить в нём то, в чём проявляются коренные процессы материального и духовного развития общества».
В монографии «От художника к зрителю» Рапопорт, применяя методы семиотики, осуществил тонкий анализ специфики художественной коммуникации. В своей книге он подробно анализирует механизм функционирования художественного семиотического предмета, отмечая ассоциативный характер связи художественных знаков и их значений, выделяет эмоциональные, предметные и предметно-эмоциональные типы ассоциативных связей, их устойчиво общественный и индивидуально-своеобразный характер.
Однако в советское время Раппопорт не был особо известен широкой научной общественности. Причин тут несколько. И довольно тяжеловесный, вязкий стиль, и углубление в детали, но главное, он не принадлежал ни к одной из «школ», сложившихся в советской эстетике (ни к ленинградской, ни к московской, ни к уральской). Показательна для положения С. Х. Раппопорта в советской эстетике его попытка налаживания контакта между оппонирующими группировками, когда после Всесоюзной конференции (в 1972 г.) он пригласил их представителей к себе, на нейтральную территорию.
Ещё одна причина малой известности С. Х. Раппопорта заключалась в том, что ему не хватало последователей и пропагандистов его идей, которыми обычно становятся аспиранты. А их было немного, что объясняется его работой в консерватории, а не на философском факультете университета, где работали его более популярные коллеги.
Но как теоретик С. Х. Раппопорт продолжал активно работать. В 2000 году, за пять лет до смерти, будучи уже в весьма преклонном возрасте, опубликовал свою «Эстетику».

## Избранные публикации
- Творить мир по законам красоты. Л., 1962
- Неизобразительные формы в декоративном искусстве. М., 1968
- Большой путь. (Из истории партийной организации Московской консерватории) / Редактура; в соавторстве с Веселовской Л., Журавлевой Н., Крюковой А., Радкевичем Ф. и Трелиным Г. М., 1969
- Искусство и эмоции. М., 1968, 2-е изд. 1972
- О вариантной множественности исполнительства // Музыкальное исполнительство. Вып. 7. М., 1972
- От художника к зрителю. Как построено и как функционирует произведение искусства. М., 1978
- Книга по эстетике для музыкантов [в составе междунар. авторского коллектива]. М., 1983 (То же. София. 1983, на болг. яз.)
- Эстетическое творчество и мир вещей. М., 1987
- Методологический анализ соотношения искусства и техники // Научно-технический прогресс и искусство. М., 1971
- Внутренние механизмы художественной деятельности и пути их исследования // Проблемы этики и эстетики. Вып. 2. Л., 1975
- Потребности общества и потребности личности // Проблемы потребностей в этике и эстетике. Л., 1976
- Искусствоведение и точные науки // Искусство и точные науки. М., 1979
- На перекрестке наук (проблемы современной эстетики) // Гуманитарий. 1995. № 1
- К вопросу о содружестве искусствоведения и естественнонаучного знания // Математика и искусство / Труды междунар. конференции. М., 1997
- Художественные коммуникации и языки искусства. Сб. трудов междунар. конференции «Языки науки — языки искусства». М., 2000
- Эстетика. Конспект лекционного курса для последипломного образования в высших музыкальных учебных заведениях Вып. 1, М., 2000 Вып. 2, М., 2003
- Война — не цепь победных торжеств // Московская консерватория в годы Великой Отечественной войны. Сост. С. С. Голубенко. М.: МГК, 2005

### Книги
- Раппопорт С. Х. От художника к зрителю. М.,1978.
- Раппопорт С.Х. Искусство и эмоции. М.,1968.

### Статьи
- Раппопорт С. Х. О природе художественного мышления // Эстетические очерки, вып.2. М.,1967
- Раппопорт С. Х. Практическая действенность искусства // Марксистско-ленинская эстетика и художественное творчество. М.,1980
- Раппопорт С. Х. Художественно-выразительные средства и механизм художественного воздействия // Эстетическая культура и эстетическое воспитание. М.,1983.